# Roderen
Roderen là một xã ở tỉnh Haut-Rhin trong vùng Grand Est ở đông bắc Pháp. Xã này có diện tích 7,16 km², dân số năm 1999 là 897 người. Khu vực này có độ cao 350 mét trên mực nước biển.